# Siemiatycki
Siemiatycki là một huyện thuộc tỉnh Podlaskie của Ba Lan. Huyện có diện tích 1459 km². Đến ngày 1 tháng 1 năm 2011, dân số của huyện là 46883 người và mật độ 32 người/km².